# 臺南市立永仁高級中學
臺南市立永仁高級中學（英語：Tainan Municipal Yong-Ren Senior High School），簡稱永仁高中，位於臺南市永康區，為臺灣南部一所男女兼收的完全中學。

## 歷史
- 1975年8月1日，奉准設立，校舍興建不及故暫借復興國小教室上課，全校有7班。
- 1976年9月4日，遷入現址新建校舍，班級擴增至14班。*2005年，（94學年度）改制為完全中學。

## 歷任校長
| 任次 | 校長   | 任期時間             | 備註             |
| ---- | ------ | -------------------- | ---------------- |
| 1    | 段榮庭 | 1975年8月－1979年7月 |                  |
| 2    | 詹邦國 | 1979年8月－1980年7月 |                  |
| 3    | 王崇彬 | 1980年8月－1984年7月 |                  |
| 4    | 楊進福 | 1984年8月－1990年7月 |                  |
| 5    | 何明家 | 1990年8月－1995年7月 |                  |
| 6    | 鄭何穆 | 1995年8月－2002年7月 |                  |
| 7    | 王沐錱 | 2002年8月－2005年7月 |                  |
| 8    | 莊明仁 | 2005年8月－2008年7月 | 永仁高中首任校長 |
| 9    | 王宏寶 | 2008年8月－2015年7月 |                  |
| 10   | 洪慶在 | 2015年8月－2022年7月 |                  |
| 10   | 余月琴 | 2022年8月－至今      | 現任             |

## 籃球隊
永仁高中女籃隊分國中及高中組。國女組從民國91年（2002年）開始參加國中籃球聯賽，成軍第二年拿到全國乙組第五名的成績；高女組民國100年（2011年）第一年成軍進入HBL高中籃球聯賽成績為第六名。持續參賽每年均取得不錯的成績。

## 外部連結
- （繁體中文）臺南市立永仁高級中學網站
- （繁體中文）臺南市立永仁高級中學 舊版網站
- 台南市立永仁高中粉絲專頁
- 永仁女籃 （页面存档备份，存于）

23°00′11″N 120°14′24″E / 23.0030704°N 120.2400375°E